# Katawa Shoujo
Katawa Shoujo (かたわ少女, Katawa Shōjo; traduzido como "Meninas com deficiência") é um romance visual de estilo bishōjo da Four Leaf Studios que conta a história de um jovem e cinco jovens mulheres que vivem com diferentes deficiências. O jogo usa um texto tradicional e modelo de romance visual baseado em sprite com uma caixa de texto no estilo ADV rodando no motor de romance visual Ren'Py. O jogo está licenciado pela Creative Commons CC-BY-NC-ND.
A maior parte da história se passa na fictícia Escola de Ensino Médio Yamaku para alunos com deficiência, localizada em uma cidade sem nome em algum lugar no norte do Japão moderno. O jogador assume o papel de Hisao Nakai, um garoto comum cuja vida muda drasticamente após um ataque cardíaco causado por sua arritmia cardíaca há muito adormecida. Depois de uma longa hospitalização, ele é forçado a se transferir para uma escola especializada em educação e saúde para alunos com deficiência. Ao longo da narrativa, Hisao tem a oportunidade de enfrentar sua condição e se ajustar à nova vida.
A jogabilidade de Katawa Shoujo é baseada em escolhas, nas quais o jogador lê o texto e ocasionalmente tem a chance de responder aos prompts com uma variedade de respostas predefinidas. As decisões tomadas dão início a possíveis eventos ou diálogos dentro da história. Dependendo das escolhas feitas pelo jogador, a história se divide em várias bifurcações. Cada um desses caminhos narra o aprofundamento e, eventualmente, relacionamento romântico (ou a falta dele) de Hisao com uma das cinco personagens femininas principais; eles podem terminar bem, mal ou de forma neutra.

## Criação
O conceito se originou em um esboço criado em dezembro de 2000 pelo artista japonês de doujinshi Raita Honjou (creditado em Thanks como RAITA).  A partir de janeiro de 2007, o esboço foi amplamente discutido no quadro de imagens do 4chan e um grupo de desenvolvimento foi formado por usuários do 4chan e outras comunidades da Internet, que são de várias nacionalidades; não necessariamente japonês. O grupo adotou o nome Four Leaf Studios (baseado no logotipo do trevo de quatro folhas do 4chan).
A maioria dos recursos de arte, som e animação usados no jogo são originais e foram criados para o jogo por uma equipe dedicada de artistas nos fóruns de desenvolvimento.  As imagens de fundo usadas no jogo foram coletadas por meio de uma chamada aberta para fotos de fundo, de coleções de imagens de domínio público e por um fotógrafo dedicado da equipe de desenvolvimento. Essas imagens foram posteriormente filtradas para combinar com o estilo de arte do resto dos desenhos do jogo.  Como imagens reais foram usadas, muitas das locações do jogo são baseadas em lugares reais, com a Yamaku High School sendo construída a partir de imagens da Brown University. A cidade em que o romance se passa, embora sem nome, é baseada em Sendai e a escola foi escrita para ser onde fica o Castelo de Aoba.
Após o lançamento do jogo completo, Four Leaf Studios anunciou que não tinha planos de seus membros colaborarem em novos projetos.  No entanto, em sua postagem no blog de comemoração do primeiro aniversário, Aura afirmou que pode haver projetos futuros para 4LS anunciados em 2013, embora nenhum projeto importante tenha sido anunciado. O Four Leaf Studio continuou a apoiar os trabalhos de fãs oficialmente, hospedando artistas selecionados em seu estande Comiket enquanto vendia novos conteúdos, como artbooks originais e light novels baseados no jogo, com a última participação ocorrendo em 2017.  Em 2020, Raide, artista e co-diretor do jogo, faleceu.

## Lançamento e distribuição
Em 29 de abril de 2009, a equipe lançou uma prévia do "Ato Um". Desde então, o Ato 1 foi atualizado para vários idiomas adicionais; na quinta versão do Ato 1, estão incluídos inglês, francês, italiano, japonês, russo, alemão, húngaro e chinês tradicional e simplificado. O romance completo em inglês foi lançado em 4 de janeiro de 2012.
Foi anunciado que a tradução para o francês seria lançada em 4 de julho de 2013 como um download e uma edição física de edição limitada. A versão em francês foi disponibilizada para download em 8 de julho de 2013. Um patch completo separado adicionando uma tradução para o russo concluída foi lançado de forma independente por seu grupo de tradução em 9 de dezembro de 2013. Em 27 de julho de 2014, a versão internacional em espanhol foi lançada e disponibilizada para download no mesmo dia. Em 1.º de abril de 2015, no lugar de sua tradicional pegadinha do Dia da Mentira, o Four Leaf Studios lançou a tradução japonesa. Além disso, eles anunciaram que um segundo lançamento físico seria vendido pela equipe de tradução japonesa no Comitia 112 e Comiket 88 (5 de maio e 16 de agosto de 2015, respectivamente, no Tokyo Big Sight). O romance visual completo foi lançado oficialmente em inglês, francês, espanhol, japonês e italiano.
Em 6 de junho de 2015, a Four Leaf Studios anunciou o fim do suporte e desenvolvimento para o romance visual e os projetos de tradução oficial, concluindo com um patch de bug / erro tipográfico final. Eles lançaram os arquivos de script em inglês na íntegra e instruções sobre como corrigir e distribuir quaisquer traduções futuras de fãs em idiomas não incluídos na versão oficial final.
Os downloads do romance completo e do Ato 1 sozinho estão disponíveis para Windows, Mac OSX e x86 Linux, disponíveis como downloads diretos no site oficial do Katawa Shoujo e no Bittorrent. A trilha sonora também está disponível para download direto.
O jogo foi lançado na Steam e Itch.io em 16 de agosto de 2024.

## Sinopse

### Personagens principais
Hisao Nakai (中井 久夫, Nakai Hisao)
Hisao é um estudante do ensino médio com diagnóstico de arritmia cardíaca crônica e deficiência congênita do músculo cardíaco.  No prólogo, ele desmaia depois de um grande ataque cardíaco. Devido ao seu problema cardíaco, ele se transfere para a Escola Secundária Yamaku na classe 3-3 e, embora inicialmente ressentido com sua colocação em uma escola para deficientes, ele eventualmente se adapta ao seu novo estilo de vida. Por meio de seus novos relacionamentos e interações, ele começa a reconsiderar seus preconceitos em relação à deficiência, incluindo os seus próprios. Seus principais hobbies incluem leitura e xadrez. Algum tempo depois que o nome de Hisao foi decidido, os desenvolvedores souberam de um psicólogo japonês publicado com o mesmo nome e reconheceram no Dev Blog que a conexão era uma coincidência completa.
Emi Ibarazaki (茨崎 笑美, Ibarazaki Emi)
Emi é uma enérgica e extrovertida garota loira morango com cabelos trançados e olhos verdes. Ela tem pernas protéticas, tendo suas pernas originais amputadas abaixo dos joelhos em um acidente de carro. Apesar de sua deficiência, ela ainda tem força na parte inferior do corpo mais do que suficiente para andar e, de fato, é uma corredora de pista de sucesso. Ela valoriza uma boa dieta e exercícios, e tem uma relação amigável com a enfermeira-chefe de Yamaku; ela promete manter o controle sobre os exercícios de Hisao em troca de tê-lo como companheiro de corrida. Na verdade, ela conhece Hisao literalmente correndo para ele no corredor, e põe seu coração em perigo em mais de uma ocasião. Hisao se sente culpada sempre que faz beicinho, equiparando sua expressão à de um cachorrinho triste. Emi é amiga de Rin e companheira de salão por ter vocações extremamente apaixonadas e ter deficiências complementares. No entanto, ela tem dificuldade em se aproximar emocionalmente das pessoas, porque tem medo de perder pessoas importantes para ela.
Hanako Ikezawa (池沢 華子, Ikezawa Hanako)
Hanako, quando criança, sofreu um acidente em que sua casa pegou fogo, tirando a vida de seus pais. O lado direito de seu corpo está fortemente marcado pelo incidente e a deixou traumatizada e propensa à ataques de pânico.. Seu longo cabelo roxo escuro cai pelas costas, e sua franja cobre o lado direito de seu rosto, o que esconde grande parte de suas cicatrizes. Ela passou a maior parte de sua infância em um orfanato e sofreu bullying durante seu tempo no ensino fundamental e médio, então ela foi oferecida para ir para Yamaku por causa do discurso. Inicialmente, ela é incrivelmente tímida com qualquer pessoa, exceto Lilly e Akira. Ela é outra colega de classe de Hisao, mas freqüentemente se ausenta, preferindo passar o tempo lendo na biblioteca onde pode ficar sozinha.
Lilly Satou (砂藤 リリー, Satō Rirī)
Lilly é a representante da turma 3-2, uma turma composta por alunos cegos ou parcialmente cegos (incluindo Kenji); ela está cega desde o nascimento. O membro mais alto do elenco feminino principal, ela tem longos cabelos loiros e olhos azuis - seu pai é japonês e sua mãe é escocesa com família em Inverness. Ela é muito educada e elegante com um comportamento maternal, não quer se intrometer na vida privada dos outros (incluindo as razões de Hisao estar em Yamaku). Também é notado que ela frequentou anteriormente uma escola restrita apenas para meninas. Em contraste com a atitude acelerada de Misha em relação à transferência de Hisao, Lilly leva as coisas em seu próprio ritmo relaxado, ajudando Hisao a se ajustar à vida escolar em meio a um festival agitado. Ela é a amiga mais próxima e inicialmente única de Hanako; ela almoça e toma chá regularmente com ela e a acompanha nas compras. Ela também é amiga de Yuuko. Shizune e Lilly não se dão bem, talvez devido ao fato de que a comunicação direta entre ela e Shizune não é viável (ela não consegue ver a língua de sinais de Shizune e Shizune não consegue ouvi-la ou falar com ela).
Rin Tezuka (手塚 琳, Tezuka Rin)
Rin, uma menina cujos braços estavam quase totalmente deformados devido a um defeito de nascença, usa os pés para realizar as tarefas diárias com uma destreza surpreendente. Ela tem cabelos ruivos curtos e olhos verdes escuros, e usa uniforme de menino para evitar as situações embaraçosas que surgiriam ao usar seus pés enquanto usava uma saia. A personalidade única de Rin gerou situações embaraçosas com seus colegas, especialmente para Hisao, e como resultado, algumas pessoas não falam com ela, como Lilly. Ela é indiferente com os outros alunos e sobre suas deficiências em geral; ela freqüentemente pergunta sobre as deficiências de outras pessoas como um hobby. Como resultado, ela é vista como extremamente direta. Ela é amiga de Emi e companheira de salão, pois suas habilidades físicas se complementam. Seu papel no festival da escola é ser a única pintora de um mural gigante colocado na frente dos dormitórios. Seu nome foi desenhado tanto como uma homenagem ao lendário cartunista Osamu Tezuka, quanto como um trocadilho baseado em seu talento como artista e deficiência (o primeiro kanji em seu sobrenome significa "mão").
Shizune Hakamichi (羽加道 静音, Hakamichi Shizune)
Shizune é um dos colegas de classe de Hisao que atua como presidente do conselho estudantil e representante da classe 3-3. Essa garota de óculos tem cabelos e olhos azuis escuros curtos; ela é surda e muda, comunicando-se principalmente por meio da língua de sinais japonesa. Sua amiga, Misha, está quase sempre ao seu lado, traduzindo tudo de e para Shizune, permitindo a comunicação com outras pessoas. Como outros a descreveram, incluindo ela mesma, Shizune é obstinada, enérgica e manipuladora; mas ocasionalmente exibe um lado mais suave e revela suas emoções. Ela tem uma intolerância intensa com Lilly e, inicialmente, indiretamente, não gosta de Hanako como resultado. O nome dela foi projetado pelos desenvolvedores do jogo para ser um trocadilho baseado em sua deficiência; o kanji para seu nome significa "silencioso" e "som".
Shiina Mikado (御門 椎名, Mikado Shiina)
Também conhecida como Misha (ミ ー シ ャ, Mīsha), ela é a melhor amiga de Shizune e a única colega do conselho estudantil. Ela serve como intérprete e é a primeira a fazer amizade com Hisao em Yamaku. Ela tem longos cachos de cabelo rosa (tingido) e olhos dourados. Ela é amigável e alegre, embora seu tom entusiasmado para a maioria das coisas às vezes tenha cansado aqueles ao seu redor. Apesar de ser uma personagem relativamente importante no Ato 1, ela não é um interesse romântico em potencial para Hisao, mas em vez disso, ela o ajuda a se acostumar com a escola em seus primeiros dias de transferência; no entanto, ela se torna um interesse amoroso em potencial no arco de Shizune, já que Hisao pode se envolver em um caso com Misha, levando a um final ruim. Misha frequenta Yamaku como parte de um programa de recrutamento de língua de sinais, tornando-a uma das poucas alunas sem deficiência a frequentar a escola. Ela não apareceu no esboço do conceito original de RAITA.

### Enredo
No Ato 1, conforme a história avança, o leitor pode escolher sua reação aos prompts que aparecem em certas cenas. Essas escolhas eventualmente prendem o leitor em um "caminho" que se concentra em uma das cinco garotas pelas quais o leitor pode ter um interesse romântico. Atos 2-4 seguem a história dessa garota, onde as escolhas são feitas ao longo da narrativa até que o leitor chegue a um final . As terminações variam de Ruim a Neutro a Bom. O mau final termina o relacionamento em termos deprimentes, ou melhor, em um ponto em que seria impossível salvar o relacionamento. O final neutro é indiscutivelmente o mais agridoce dos três, pois, embora Hisao não tenha relações ruins com seu parceiro, suas separações são mais ambíguas e comoventes. Os bons finais terminam com Hisao entendendo melhor sua relação com a garota na qual o leitor estava preso e uma visão otimista do futuro. Todos os finais encerram a história em cada uma das respectivas garotas no Ato 4, com as exceções sendo "Bad Ending" de Emi e Rin, que termina suas histórias durante o Ato 3. Dependendo das escolhas feitas no Ato 1, o leitor também pode ficar preso em um no início de "Bad Ending", em que Hisao passa o festival escolar de encerramento de atos no telhado da escola, bebendo uísque com Kenji. A cena termina com Hisao caindo do telhado e morrendo. O envolvimento direto de Kenji na queda nunca ficou claro.

## Recepção critica
Katawa Shoujo recebeu uma recepção crítica geralmente favorável. Após o lançamento, ele foi elogiado por alguns críticos e fãs, que mais notavelmente elogiaram o tratamento sincero e respeitoso do jogo com o cenário. O tratamento sensível do jogo de seus elementos eroge, instâncias de imagens eróticas soft core nas bifurcações relevantes que eram parte integrante de suas narrativas, também foi elogiado (também foi notado que, à medida que "conteúdo adulto" é removido, o jogo pode ser jogado com essas cenas substituído, sem o custo de perder muita caracterização e desenvolvimento do enredo). Outros críticos foram menos calorosos, com Dave Riley da Otaku USA Magazine afirmando que o jogo tinha "prosa ruim e personagens ruins".
Após o lançamento de Katawa Shoujo, Raita, o artista que criou a imagem original na qual o jogo foi baseado, escreveu um post em inglês em seu blog em japonês, agradecendo aos desenvolvedores pela criação do jogo. Raita mencionou que ele estava "observando de perto" a produção do jogo e que estava "profundamente afetado" pelo pensamento dos desafios que a equipe de desenvolvimento teve que superar.

## Trilha sonora
A trilha sonora do jogo, intitulada Katawa Shoujo Enigmatic Box of Sound, foi lançada para download em 20 de janeiro de 2012.  Foi escrito principalmente pelos músicos Sebastien "NicolArmarfi" Skaf e Andy "Blue123" Andi. Uma versão atualizada de "Red Velvet" foi lançada junto com a atualização do idioma francês em 8 de julho de 2013, apresentando o saxofonista Japes.  Duas faixas bônus não lançadas anteriormente, "When It's Hard to Smile" e "Carefree Days", foram lançadas separadamente em 10 de fevereiro de 2010 e 24 de dezembro de 2014, respectivamente.
Todas as músicas são compostas por NicolArmarfi, Blue123 e convidados especiais.